# Banca Nazionale nel Regno d'Italia
La Banca Nazionale nel Regno d'Italia è la denominazione che assume nel 1866 la Banca Nazionale negli Stati Sardi che nel 1861 aveva inglobato sia la Banca di Parma sia la Banca delle Quattro Legazioni.
In questo modo diventava la più importante banca del nuovo Stato, il Regno d'Italia, ormai unificato. Aperta subito una sede a Milano, in seguito aprì sue sedi in tutte le regioni italiane. Nel 1893 si unì alla Banca Nazionale Toscana, alla Banca Toscana di Credito per le Industrie e il Commercio d'Italia e alla liquidata Banca Romana dando vita alla Banca d'Italia.

## Storia
La Convenzione per la formazione della Banca d'Italia ed il suo Statuto sono stati approvati a Firenze, che al tempo era la Capitale del Regno, il 23 ottobre 1865 (atti n. 2585). Il medesimo giorno la Banca Nazionale assumeva l'onere di servizio di Tesoreria dello Stato (atti n. 2586).
La Banca Nazionale era quotata in borsa sin dal 1861.

### Banca commerciale
L'attività principale della Banca Nazionale e degli istituti di emissione regionali (i più importanti Banco di Napoli e Banco di Sicilia), era di raccogliere depositi, emettere titoli, effettuare anticipazioni e scontare le tratte che venivano presentate dai banchieri e dalle piccole banche locali o da imprese importanti, nonché, fissando il tassi di questo sconto, di influenzare il costo del denaro in generale; alla Banca Nazionale ricorse poi anche lo Stato.
Perciò, oltre a svolgere l'attività di una moderna banca centrale, svolgeva anche l'attività di una normale banca commerciale. Si trattava in effetti di una banca privata.
La diffusione delle sedi della Banca Nazionale contribuì a rafforzare significativamente il sistema bancario volto a sostenere le imprese, già presente a Genova, Milano, Torino, Firenze e Livorno, ma piuttosto debolmente articolato in molte città italiane.
La Banca Nazionale, ebbe quindi un ruolo molto rilevante nel finanziamento dell'industria e delle altre iniziative economiche successive all'Unità d'Italia.
Insieme al Credito Mobiliare di Domenico Balduino fu la finanziatrice dell'armatore genovese Raffaele Rubattino, e curò la fusione della compagnia Rubattino con le Flotte Riunite Florio per dar vita alla Navigazione Generale Italiana (Società riunite Florio e Rubattino).
In secondo luogo, insieme al Credito Mobiliare e alla Banca Generale, la banca di Bombrini controllava le Acciaierie di Terni, allora la più grande industria siderurgica italiana.
Sempre insieme al Credito Mobiliare ebbe parte attiva nelle operazioni finanziarie legate allo sviluppo delle reti ferroviarie settentrionali, e riuscì ad ottenere ben tredici concessioni per il centro-nord.
La Banca Nazionale fu anche dietro alla fondazione delle officine Ansaldo di Sampierdarena, che avevano come socio di controllo proprio il direttore della banca, Carlo Bombrini.
Il fatto che la Banca Nazionale facesse prestiti all'Ansaldo configurava perciò un conflitto d'interessi, tanto che dopo la morte di Bombrini il nuovo direttore della Banca Nazionale, Giacomo Grillo, fece causa agli eredi di Bombrini per la restituzione degli anticipi ricevuti.

### Banco d'emissione
Il nuovo Stato, in una fase di debolezza monetaria, anche per far fronte alle spese di ammodernamento sia militari che civili, ricorse all'istituzione del "corso forzoso", concesso a tutti gli istituti di emissione. Le banche di emissione, a fronte dei prestiti concessi allo stato erano esonerate dall'obbligo di convertire in moneta metallica i biglietti, che taluno disse venivano ad assumere la veste di una sorta di prestito forzoso senza interessi.
La banca, entro dei limiti massimi fissati dalla legge, poteva stampare banconote senza aver l'onere tradizionale a quei tempi, di dover far fronte alla conversione in oro. Un uso eccessivo del circolante poteva esporre i cittadini ai rischi di svalutazione; perché l'aumento del circolante senza una corrispondente incremento di beni reali porta alla perdita del "potere di acquisto". Tra il corso della moneta metallica e quella delle banconote si creò subito una differenza, chiamata aggio che raggiunse anche valori non trascurabili.
Il corso forzoso delle banconote degli istituti bancari di emissione, obbligato dagli equilibri monetari precari, era volto a favorire sia gli interessi di queste banche, sia anche attuato con l'intento di sostenere gli interessi generali di espansione economica, industriale, commerciale, agraria; realizzato con forte sostegno internazionale, tuttavia portò anche un forte incremento del volume del numerario e del credito disponibile, con fenomeni di effervescenza di investimenti, specie immobiliari, e anche di facile speculazione eccessiva.
Per limitare i possibili abusi, nel 1874 fu costituito il Consorzio obbligatorio degli istituti di emissione.
Veniva determinato il tetto massimo del volume di banconote che ciascuno dei sei istituti di emissione poteva emettere, così come i rapporti tra le riserve metalliche e i biglietti in circolazione.
La Banca Nazionale continuava ad essere di diritto privato, ma i controlli ministeriali erano rafforzati.
Nel frattempo il governo aveva raggiunto il pareggio del bilancio e nel nuovo clima di fiducia il corso forzoso fu abolito nel 1881, anche grazie ad un importante prestito di sostegno organizzato con il determinante concorso delle maggiori banche europee: ciò determinò una favorevole situazione di liquidità.
I fatti dimostrarono la validità della teoria degli economisti che sostenevano che la moneta, in condizioni normali, aveva, sostanzialmente un corso fiduciario, parzialmente svincolato dal rigido rapporto con la riserva metallica.
La Banca Nazionale nel Regno emise banconote nei tagli da 1, 2, 5, 10, 25, 40, 50, 100, 250, 500 e 1000 lire.

### La crisi del sistema bancario
Una grave crisi nel periodo 1888-93 percorse il sistema bancario italiano. Il grave scandalo della Banca Romana che aveva emesso banconote oltre i limiti prefissati rese urgente la riforma.
Nel 1893 fu istituita la Banca d'Italia che assorbì la Banca Nazionale nel Regno d'Italia, le due piccole banche di emissione toscane e la Banca Romana.

## Cronologia dei governatori
- Carlo Bombrini (1861 - 1882)
- Giacomo Grillo (1882 - 1893)